# Émilien Jeannière
Émilien Jeannière (* 26. September 1998 in Saint-Paul-en-Pareds) ist ein französischer Radrennfahrer.

## Sportlicher Werdegang
Als Junior machte Jeannière mit dem zweiten Platz im Straßenrennen bei den Straßenradsport-Europameisterschaften 2016 auf sich aufmerksam. Nach dem Wechsel in die U23 fuhr er ab 2017 für den französischen Club Vendée U. International blieb er zunächst ohne nennenswerte Ergebnisse, auf nationaler Ebene konnte er jede Saison wiederholt mehrere Erfolge erringen.
2021 erhielt Jeannière die Möglichkeit, als Stagiaire für das Team TotalEnergies zu fahren, zu einem Anschlussvertrag kam es noch nicht. Erst nachdem er in der Folgesaison zwei Etappenerfolge und weitere Podiumsplatzierungen bei internationalen Rennen erzielt hatte, erhielt er zur Saison 2023 einen Vertrag beim UCI ProTeam. Bei der Tour du Rwanda und La Tropicale Amissa Bongo Ondimba 2022 verpasste er als Etappenzweiter nur knapp einen zählbaren Erfolg. Seinen ersten Sieg als Radprofi erzielte er auf der ersten Etappe der Boucles de la Mayenne, die er im Massensprint für sich entschied. Nach zahlreichen Top-10-Platzierungen, unter anderem einem zweiten Etappenrang bei der Tour de Wallonie, war er bei der Tour de Kyushu mit zwei Tageserfolgen und einem zweiten Platz auf den drei Etappen der Rundfahrt der dominierende Fahrer.

## Erfolge
2016
- Junioren-Europameisterschaften – Straßenrennen
- eine Etappe Ain'Ternational-Rhône Alpes-Valromey Tour

2022
- eine Etappe Tour du Loir-et-Cher
- eine Etappe und Punktewertung Flèche du Sud

2024
- eine Etappe Boucles de la Mayenne
- Punktewertung Tour of Istanbul
- Gesamtwertung, zwei Etappen und Punktewertung Tour de Kyushu

## Grand-Tour-Platzierungen
| Grand Tour            | 2025 |
| --------------------- | ---- |
| Giro d’ItaliaGiro     | –    |
| Tour de FranceTour    | DNF  |
| Vuelta a EspañaVuelta | …    |